# Seu vacant

Escut del camarlenc durant la vacant de la seu de sant Pere

Seu vacant (en llatí sedes vacans, habitualment emprat l'ablatiu sede vacante, en català 'mentre la seu és vacant') és una expressió llatina que significa en dret canònic de l'Església Catòlica que la seu d'una diòcesi no està ocupada. És la conseqüència de la mort, la destitució o el trasllat d'un bisbe. Quan es tracta de la mort del bisbe de Roma, el papa, el Col·legi Cardenalici només pot organitzar els afers corrents: «Sede romana vacante aut prorsus impedita, nihil innovetur in Ecclesiae universae regimine» o en català: «Quan la seu de Roma és vacant o totalment impedida, res no serà canviat en el govern de l'Església universal». Els decrets decidits durant la vacança han de ser confirmats després, quan un successor ha estat nominat.
Quan es tracta d'una seu episcopal ordinària, s'apliquen els cànons 416 a 430. La seu és vacant quan el bisbe diocesà ha mort, quan ha renunciat i el papa ho ha acceptat, quan ha estat traslladat o quan ha estat destituït. Fins que un successor sigui nomenat, el coadjutor o el vicari s'ocupen dels afers corrents.

## Sedisvacantisme
El sedisvacantisme és un moviment de catòlics tradicionalistes que pretenen que des de la mort de Pius XII el 1958 no hi ha hagut cap successor digne al capdavant de l'Església catòlica.